# Lincolnshire Wolds

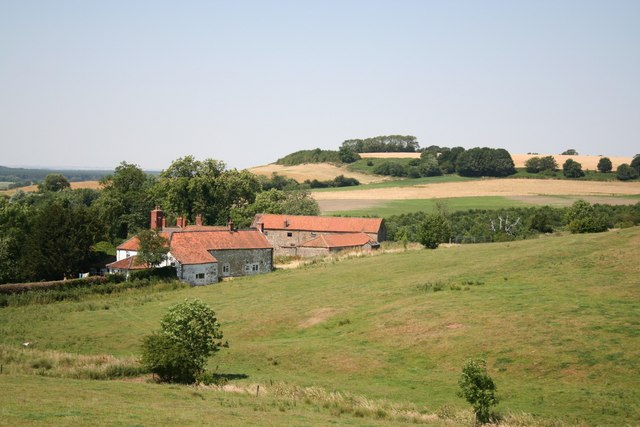
Typische Landschaft in den Lincolnshire Wolds, hier bei North Willingham

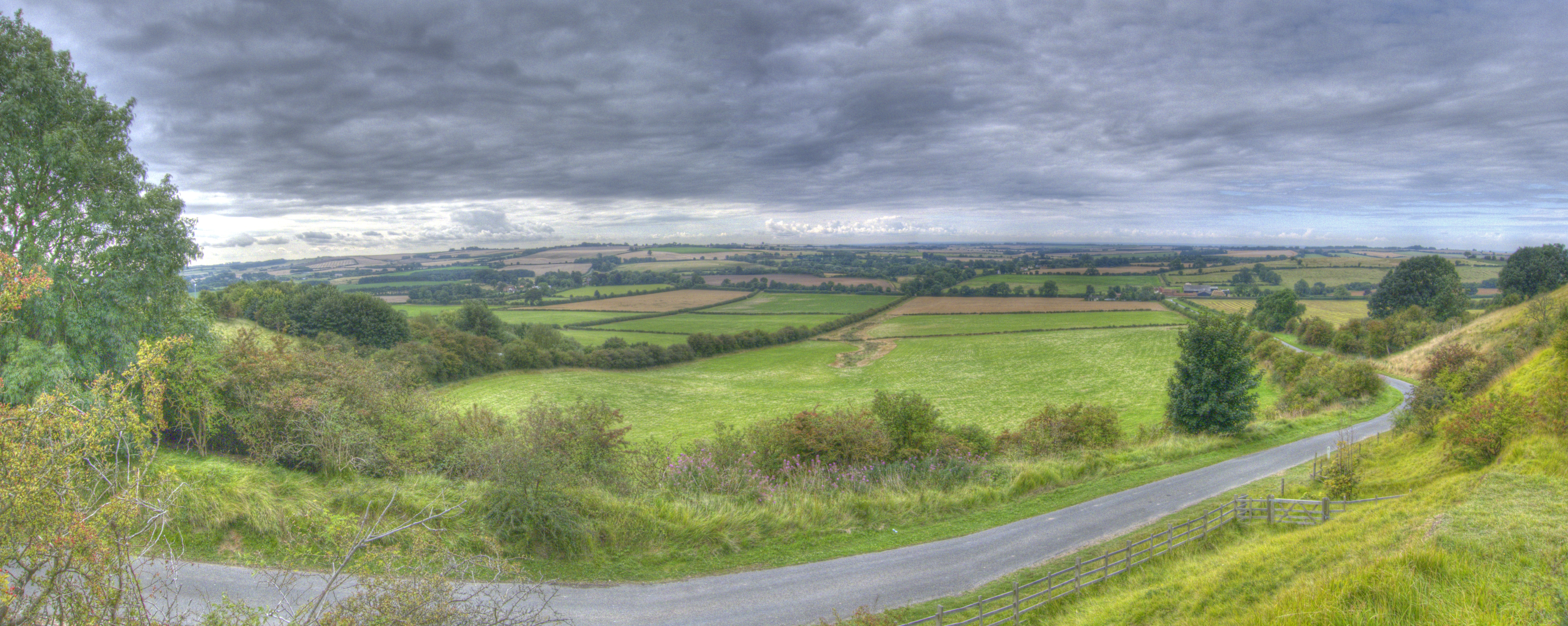
Typische Landschaft in den Lincolnshire Wolds

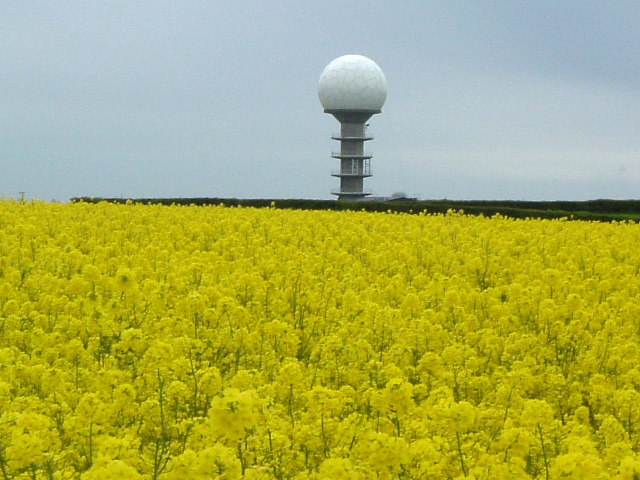
Funkstation auf dem Wolds Top, dem höchsten Hügel der Lincolnshire Wolds

Die Lincolnshire Wolds sind ein Hügelzug in der englischen Grafschaft Lincolnshire. Sie sind das höchstgelegene Gebiet im östlichen England zwischen Yorkshire und Kent. Der Hügelzug verläuft parallel zur englischen Nordseeküste vom Ästuar des Humber im Nordwesten bis zur Kleinstadt Spilsby im Südosten.

## Geographie
Die Hügel in den Lincolnshire Wolds bestehen aus kreidehaltigem Kalkstein und Sandstein, das während der Kreidezeit abgelagert wurde. Charakteristisch sind die zahlreichen tief eingeschnittenen Täler, die während der Weichsel-Kaltzeit durch die Bewegung des Eises entstanden sind. Die Hänge der Täler sind in der Regel steil abfallend, während der Talboden flach ist.
In geologischer Hinsicht sind die Lincolnshire Wolds eine Fortsetzung der weiter nördlich gelegenen Yorkshire Wolds im East Riding of Yorkshire. Getrennt werden die beiden einst zusammenhängenden Hügelzüge durch den Fluss Humber, dessen Erosionskräfte die Landschaft dazwischen abgeflacht haben.
Der höchste Punkt der Wolds und auch von ganz Lincolnshire ist auf dem Hügel Wolds Top bei Normanby-le-Wold auf einer Höhe von 168 m, markiert durch einen trigonometrischen Punkt. Die Hügel bieten eine gute Aussicht über die Fens und die Salzmarschen im übrigen Lincolnshire, den Belmont-Sendemast, die Humber-Brücke und die Kathedrale von Lincoln.
Die Wolds sind dünn besiedelt und haben einen ausgesprochen ländlichen Charakter. Viele Flurnamen stammen ursprünglich von den Wikingern. Daneben gibt es zahlreiche Wüstungen – ehemalige Dörfer, die im Mittelalter wegen Erosion und Epidemien aufgegeben wurden. Das Gebiet ist von einigen Kleinstädten wie Alford, Horncastle, Louth, Market Rasen, Caistor und Spilsby umgeben.

## Landschaftsschutz
1973 wurden die Lincolnshire Wolds als Area of Outstanding Natural Beauty (AONB) ausgezeichnet. Somit unterliegen sie speziellen Planungsvorschriften, die sich vor allem auf die Landschaftspflege auswirken. Das AONB ist 560 km² groß und umfasst Gebiete in den Distrikten East Lindsey, West Lindsey und North East Lincolnshire. Die Grenzen des AONB werden durch Hinweisschilder an den Zufahrtsstraßen gekennzeichnet.

## Tourismus
Die Wolds werden als Ziel für Touristen vermarktet. Hervorgehoben wird insbesondere die Tatsache, dass der Schriftsteller Alfred Tennyson im Dorf Somersby geboren wurde. Die örtlichen Bauern werden dazu ermutigt, in den Tourismus zu diversifizieren. Bekannt sind die Wolds als Gebiet für Wanderungen; der Viking Way, ein Fernwanderweg, führt von Barton-upon-Humber bis nach Rutland. Die Straßen in den Hügeln sind bei Motorradfahrern außerordentlich beliebt. Bei Louth liegt Cadwell Park, eine der bekanntesten Motorsport-Rennstrecken des Landes.

## Sonstiges
In den Wolds entstand das Lincolnschaf, eine der zehn traditionellen Langwollschafrassen Großbritanniens. Das Lincolnschaf ist die größte britische Hausschafrasse und wurde speziell wegen seines schweren, langstapeligen und glänzenden Vlieses gezüchtet. Der zeitweilig große Wohlstand von Lincolnshire ist unter anderem auch auf diese Schafe zurückzuführen.

## Einzelbelege
1. ↑  Wolds ist ein in England verwendeter Begriff, um eine  Landschaft zu beschreiben, die aus Hügeln und offenem Land besteht, das über einer Basis aus Kalkstein oder Kreide liegt
2. ↑  Philip Walling: Counting Sheep – A Celebration of the Pastoral Heritage of Britain. Profile Books, London 2014, ISBN 978-1-84765-803-6. S. 22.

Koordinaten: 53° 21′ N, 0° 6′ W